# Mičurinskij prospekt (stanice metra v Moskvě, linka Bolšaja kolcevaja)
Mičurinskij prospekt (rusky Мичуринский проспект) je stanice moskevského metra na lince Bolšaja kolcevaja, která byla zprovozněna dne 7. prosince 2021 v rámci úseku Mňovniki - Kachovskaja. Stanice je pojmenována podle přilehlé ulice. Ze stanice je možné přestoupit na stejnojmennou stanici na Kalininsko-Solncevské lince.

## Charakter stanice
Stanice Mičurinskij prospekt se nachází ve čtvrti Ramenki (Раменки) podél ulice Udalcova (Улица Удальцова) v blízkosti jejího vyústění na Mičurinskij prospekt (Мичуринский проспект) v jihozápadni části města.
Stanice disponuje dvěma vestibuly, jihovýchodní podzemní a povrchový severozápadní. Severozápadní se nachází na jihovýchodní straně Mičurinského prospektu, jedná se o vestibul společný pro linky Kalininsko-Solncevskaja i Bolšaja kolcevaja, na stanici Kalininsko-Solncevské linky je pak z něho možné dojít přes nadchod nad Mičurinským prospektem, který slouží i lidem, kteří se potřebují dostat se z jedné strany ulice na druhou. Na základě stanice se plánuje vytvořit stejnojmenný dopravní uzel, který bude zahrnovat obě stanice metra, zastávky veřejné dopravy a obytné i komerční prostory.
Tato stanice byla vybudována činskou společností China Railway Construction Corporation, což se projevilo na jejím designu. Hlavním motivem je zde čínský znak vyjadřující družbu v okružení rostlinných girland, které upomínají na činnost slavného ruského biologa Ivana Vladimiroviče Mičurina. Sytě šarlatová barva sloupů pak odpovídá národní barvě Číny.  